# Cucullia lactucae
Cucullia lactucae je vrsta noćnog leptira (moljca) iz porodice sovica (Noctuidae). Rasprostranjenje obuhvata veći deo Evrope, i umerena područja Azije do Mongolije. Sve više studija ukazuje na opadanje brojnosti populacija usled degradacije staništa i uništavanja šuma.

## Stanište i biljka hraniteljka
Gusenice vrste Cucullia lactucae hrane se biljkama iz porodice glavočika (Asteraceae), poput rodova Lactuca i Sonchus. Vrsta je prisutna u zeljastim zajednicama šumskih staništa, rubova i čistina. Područja su najčešće brdsko-planinska, ali ne obavezno. Vrsta je beležena i u urbanim i suburbanim staništima.

## Biologija i ekologija vrste
Najčešće ima jednu generaciju godišnje. Odrasle jedinke lete od maja do juna, a gusenice se viđaju u julu i avgustu. Stadijum prezimljavanja je stadijum lutke. Jaje vrste Cucullia lactucae je zaobljeno kupastog oblika, translucentno i sa brojnim usecima. Gusenice su najatraktivniji stadijum, i od prvog stupnja imaju aposematsko obojenje karakteristično za mnoge pripadnike potporodice Cucullinae. Osnovna boja ekstremiteta i glavene kapsule je crna. Integument je beličast, ali sa izraženim obrascem od crnih polja. Mediodorzalna linija je narandžasta i ima proširenje na svakom segmentu, te se ova upadljiva gusenica često viđa na vegetaciji. Lateralno, pored svakog crnog spirakuluma nalazi se  po jedna krupna crna tačka. Lateralna linija u kojoj leže ove markacije je široka i svetlo naranžasta. Segmenti su blago naduti i naizgled glatki. Lutka je svetlo smeđa i plitko ukopana. Adulti su pepeljasto mrki, nemarkirani i dobro kamuflirani, raspona krila oko 50mm.